# 新疆生产建设兵团第八师一四一团
新疆生产建设兵团第八师一四一团是中华人民共和国新疆生产建设兵团第八师下辖的一个团。东南距沙湾市52公里，距石河子市82公里。

## 历史
一四一团1958年建立时名农八师安集海第七农场，1969年改为一四一团。

## 行政区划
新疆生产建设兵团第八师一四一团下辖以下单位：
团部、一连、二连、三连、四连、五连、六连、七连、八连、十连、十一连、十二连、十三连、十四连和十六连。